# South Fork (Antarktika)
Die South Fork (englisch für Südgabel) ist das südliche der beiden Seitentäler des Wright Valley im ostantarktischen Viktorialand. Vom nördlichen Seitental North Fork wird es durch den Tafelberg Dais getrennt.
Benannt wurde das Tal von Teilnehmern einer von 1958 bis 1959 dauernden Kampagne im Rahmen der neuseeländischen Victoria University’s Antarctic Expeditions.